# José Antonio Roca
José Antonio Roca (Cidade do México, 24 de Maio de 1928 — 4 de Maio de 2007) foi um futebolista e treinador de futebol mexicano que competiu na Copa do Mundo de 1978.

## Carreira
José Naranjo fez parte do elenco da Seleção Mexicana de Futebol, na Copa do Mundo de 1950, 1954 e 1958.